# خوزه موریرا
خوزه موریرا (انگلیسی: José Moreira؛ زادهٔ ۲۰ مارس ۱۹۸۲) بازیکن فوتبال اهل پرتغال است.
از باشگاه‌هایی که در آن بازی کرده‌است می‌توان به باشگاه فوتبال سوانزی سیتی، باشگاه فوتبال اومانیا، باشگاه ورزشی اولیاننسه، و باشگاه فوتبال بنفیکا اشاره کرد.
وی همچنین در تیم‌های ملی فوتبال تیم ملی فوتبال زیر 16 سال پرتغال، زیر ۱۷ سال پرتغال، زیر ۱۸ سال پرتغال، زیر ۲۰ سال پرتغال، زیر ۲۱ سال پرتغال، زیر ۲۳ سال پرتغال، تیم ملی فوتبال پرتغال B، و پرتغال بازی کرده‌است.